# January Col
Der January Col (englisch für Januarsattel) ist ein hoch gelegener Bergsattel in der antarktischen Ross Dependency. In der Queen Elizabeth Range des Transantarktischen Gebirges liegt er auf der Nordseite des Claydon Peak auf dem Prinz-Andrew-Plateau.
Die neuseeländische Gruppe der Commonwealth Trans-Antarctic Expedition (1955–1958) nutzte diesen Sattel im Januar 1958 nach einem Aufstieg über den New Year Pass als Aussichtspunkt, um sich einen Überblick über die Ausdehnung des Gebirges nach Norden und Osten zu verschaffen.